# Agapetus crasmus
Agapetus crasmus là một loài Trichoptera trong họ Glossosomatidae. Chúng phân bố ở miền Tân bắc.